# Margarethenkirche (Gotha)
L'evangelica Margarethenkirche, è una chiesa a sala tardogotica di Gotha e uno degli edifici più antichi della città.

## Medioevo
La chiesa fu menzionata per la prima volta in un certificato di eredità, nel 1064, e nel 1405 ospitava una scuola di latino. Dal 1494, la basilica romanica fu gradualmente demolita, iniziando da est, e fu costruita una chiesa a sala tardogotica sulle sue fondamenta, l'attuale struttura costruita nelle sue forme essenziali. Il coro e le finestre ad arco erano decorate con trafori. I gioielli gotici sono ancora visibili nella sagrestia (con soffitto con volta a crociera), nella finestra della torre e nel portale principale chiamato "Portale nuziale". A causa dell'espansione del coro e della sagrestia, le due torri orientali furono demolite e ne fu costruita una nuova sul lato ovest.
Il parroco, Johann Langenhan, predicava già il Vangelo nel 1522. Con l'inizio della riforma, Langenhan fece della Margarethenkirche e della sua parrocchia la prima chiesa evangelica luterana di Gotha. Di conseguenza, i donatori per la costruzione della torre non versarono le somme promesse. Il tumulto della Riforma, in particolare il Gotha Pfaffensturm, indusse Martin Lutero a inviare il suo amico Friedrich Myconius a Gotha. Myconius divenne il primo sovrintendente evangelico, nel 1524, e ordinò la Riforma a Gotha. È anche grazie alla sua dedizione che la costruzione della torre fu continuata nel 1531 e completata nel 1542.
A quel tempo Gotha aveva circa altrettanti abitanti di Dresda o Lipsia, il che spiega la costruzione di questa grande chiesa sulla Via Regia da Parigi a Kiev. La città perse importanza dopo che il castello di Grimmenstein fu demolito e ci furono devastazioni in molti edifici. È grazie al fatto che nessun cannone era situato sulla torre che questa fu risparmiata. Carestie, pestilenze e due incendi provocarono il deterioramento graduale della chiesa o la sua distruzione.

## Tempi moderni

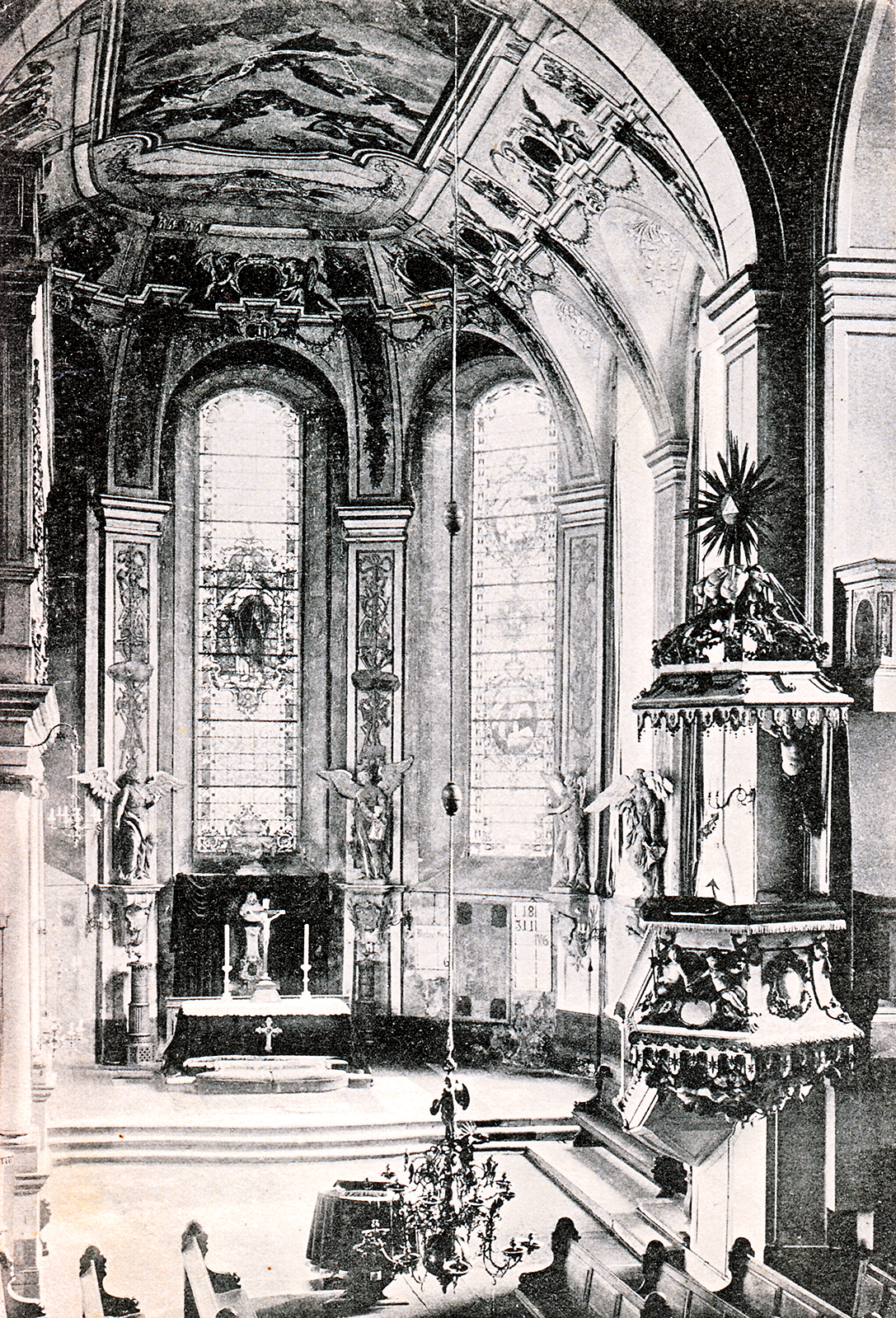
Il presbiterio con pulpito barocco (intorno al 1900)

Il duca di Gotha Ernesto il Pio, che fondò il ducato di Sassonia-Gotha nel 1640, si occupò della ricostruzione della chiesa. Furono costruiti un palco per il principe e il consiglio, gallerie di tre piani e un nuovo organo. Il lavoro fu completato nel 1652 e molti credenti furono in grado di presenziare alle funzioni nella chiesa di nuova costruzione. Il nipote del duca, Federico II di Sassonia-Gotha-Altenburg, fece ricostruire la chiesa nel 1725-1727. I pilastri, il pulpito, le gallerie e il coro vennero trasformati in stile barocco. Nel dicembre 1727 fu inaugurata la nuova chiesa "alla presenza della corte ducale, del clero di Gotha, dei consiglieri, degli insegnanti, degli studenti e dei cittadini". Il consigliere Biedermann fece l'epitaffio per il duca Ernesto il Pio, nel 1728, oggi riportato in una targa sulla parete nord. Le sculture di Filippo Melantone e Martin Lutero, sul portale nuziale gotico, furono create nel 1904 dallo scultore di Gotha, Christian Behrens.
Nel 1917 le campane di bronzo furono fuse per scopi bellici. Il 10 novembre del 1944, una bomba aerea danneggiò gravemente la chiesa. La canonica e la sala parrocchiale furono completamente distrutte. Dopo la seconda guerra mondiale, il pastore Linz fece una campagna per la ricostruzione della chiesa. Ciò accadde negli anni dal 1952 al 1955 in base alla clausola architettonica secondo cui ogni epoca aveva anche il suo stile. La decisione fu presa a favore del tardo gotico. La chiesa fu restaurata nello stile della chiesa a sala tardogotica senza dover rimuovere le prove superstiti del periodo barocco. Nel 1953 fu possibile celebrare i primi Vespri di Natale dopo la guerra. Nel 1961 venne costruito un nuovo organo, dall'organaro Alexander Schuke di Potsdam, inaugurato nel mese di maggio. Alla fine degli anni '80, la ristrutturazione e la riprogettazione iniziarono con il sovrintendente Eckardt Hoffmann. Parti della chiesa furono separate e vetrate. Sono emerse le sale parrocchiali che possono essere unite per formare una chiesa invernale. A causa della trasparenza della parete di vetro, il visitatore della chiesa invernale ha sempre la sensazione di sedersi nella chiesa, anche se è separato dalla navata. Molti visitatori oggi percepiscono questa costruzione con entusiasmo. Dal momento che la chiesa fu un cantiere, dal 1989 al 1991, non ebbe alcun ruolo durante la Rivoluzione pacifica a Gotha nel 1989. Preghiere per la pace e manifestazioni vennero fatte nella Chiesa Agostiniana.
Le campane costruite nel 1922 non vengono più usate dal dicembre 2014 in quanto seriamente danneggiate. La campana più grande pesava 3,3 tonnellate, le più piccole 1,8 tonnellate e 750 kg. Le vecchie campane sono state rimosse nell'agosto 2017. Quattro nuove campane di bronzo, fuse a Karlsruhe, sono state inserite il 22 settembre 2017 nel campanile della chiesa, con un costo di circa 200000 € finanziato principalmente da donazioni.

## Organo

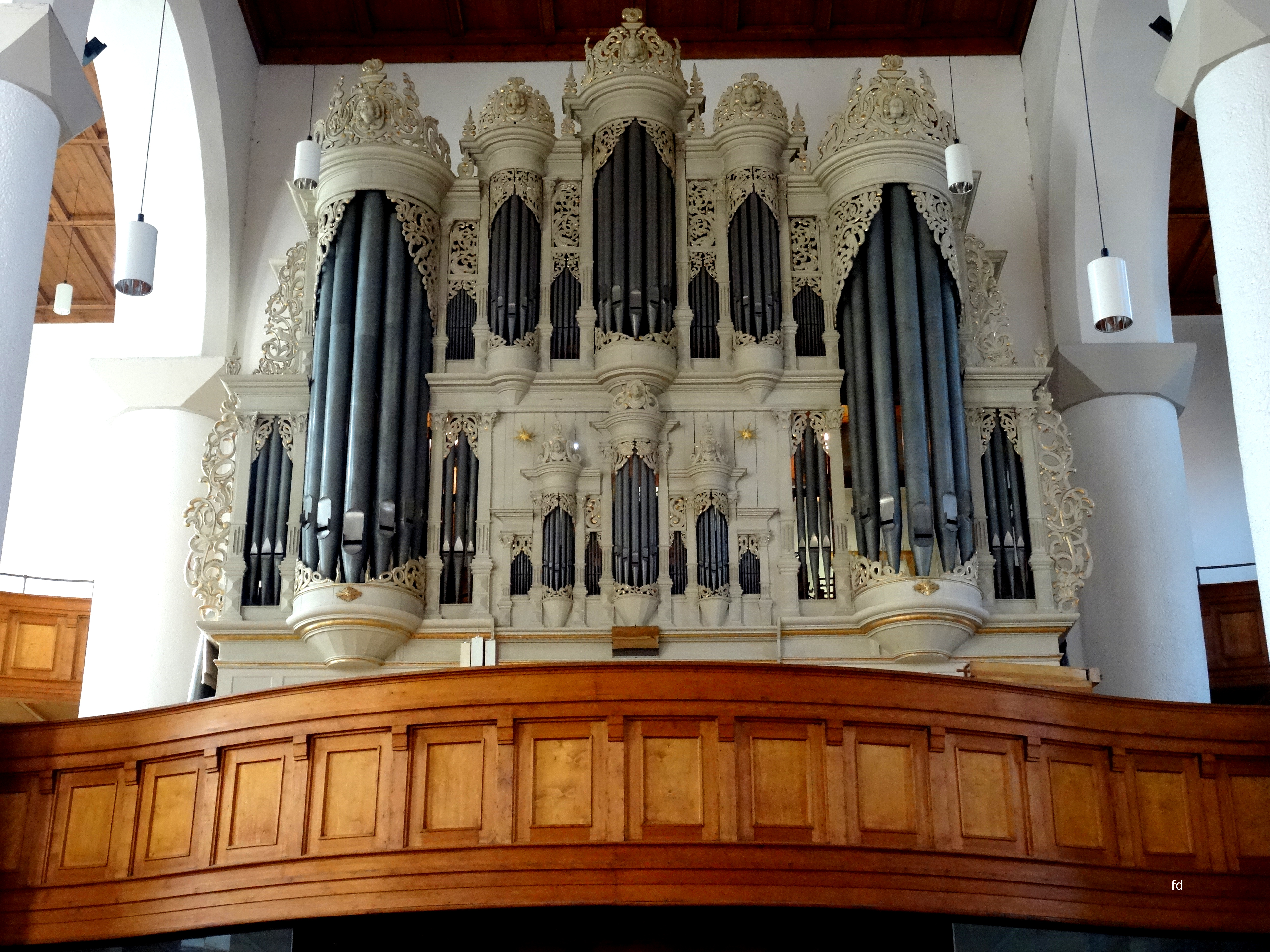
Organo della chiesa

L'organo della Margarethenkirche fu costruito nel 1961 dal laboratorio Alexander Schuke Potsdam Orgelbau (opus 313), al posto di quello esistente dal 1632 di Johann Moritz Weise. Lo strumento ha 36 registri, tre manuali e la pedaliera. Il sistema di trasmissione è meccanico, e quello dei registri pneumatico.

## Sepoltura principesca

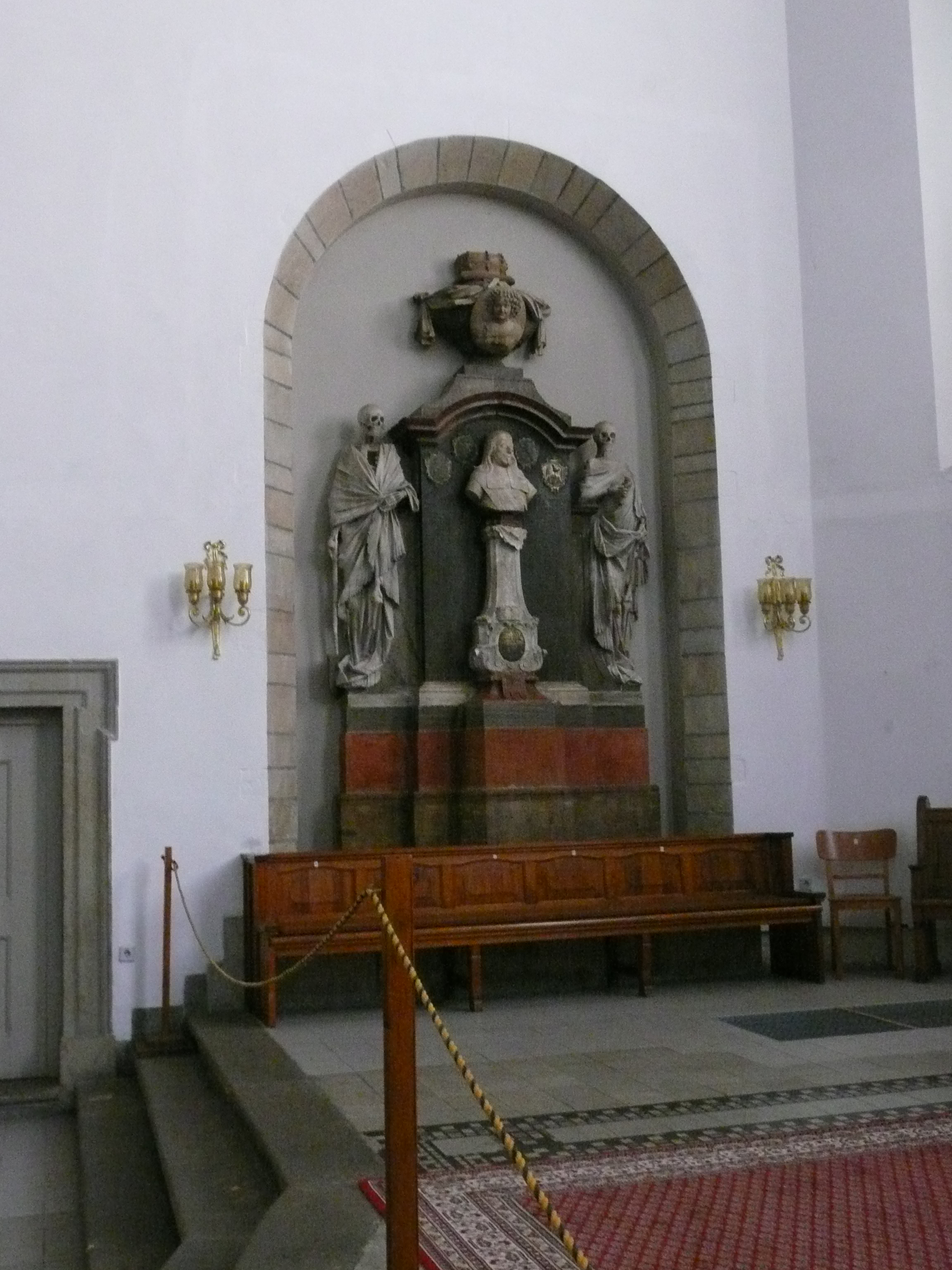
Epitaffio per Ernesto il Pio e sua moglie Elisabetta Sofia

Il duca Ernesto il Pio fu sepolto, nel 1675, come primo membro della Casa di Sassonia-Gotha-Altenburg, sotto l'altare maggiore. Fino al completamento della nuova cripta reale nel Castello Friedenstein, nel 1680, i membri della casa ducale furono sepolti qui, tra cui la moglie di Ernesto, la duchessa Elisabetta Sofia, e alcuni dei figli della coppia che morirono prematuramente. L'epitaffio per Ernesto ed Elisabetta Sofia, sulla parete nord, fu creato nel 1728 dall'architetto Jeremias Tüttleb e dall'architetto del consiglio di Gotha Biedermann durante la riprogettazione barocca della navata.
Oltre al primo duca della casa di Sassonia-Gotha-Altenburg, il duca Federico III, morto nel 1772, riposa anche lui nella chiesa. Il pronipote di Ernesto e sua moglie, la duchessa Luisa Dorotea di Sassonia-Gotha-Altenburg - secondo il loro desiderio vennero tumulati "... ai piedi del duca Ernesto e di sua moglie". Una tomba progettata per la duchessa, che doveva essere commissionata, prima dal famoso scultore francese Houdon e in seguito dallo scultore di corte Friedrich Wilhelm Eugen Döll, non fu mai realizzata. La semplice lastra funeraria di Luisa Dorotea è probabilmente scomparsa durante i successivi restauri, in modo che nulla nella navata ricorda il suo luogo di sepoltura.

La cripta non è aperta al pubblico. 

La torre campanaria
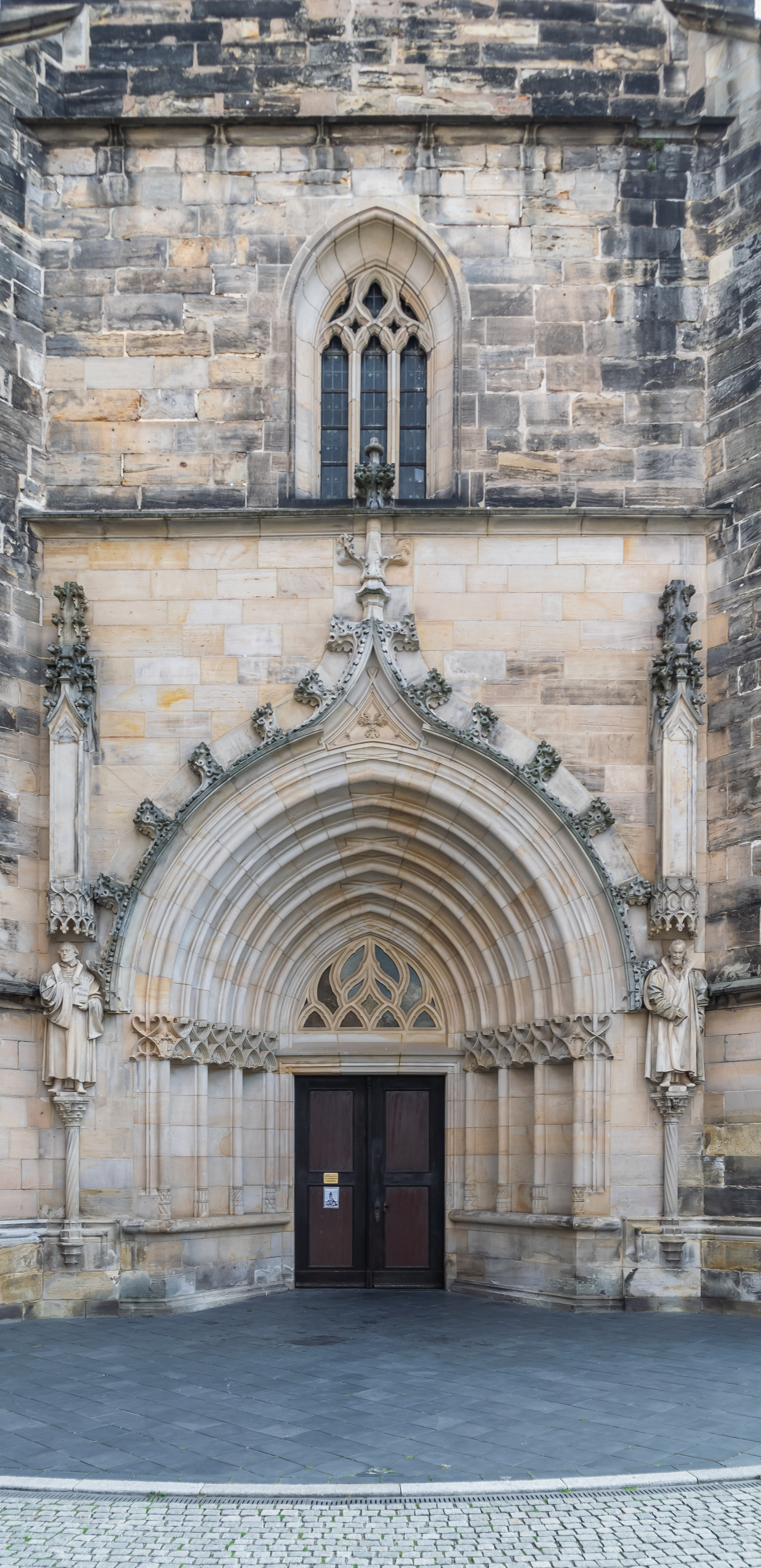
"Portale della sposa" in stile gotico
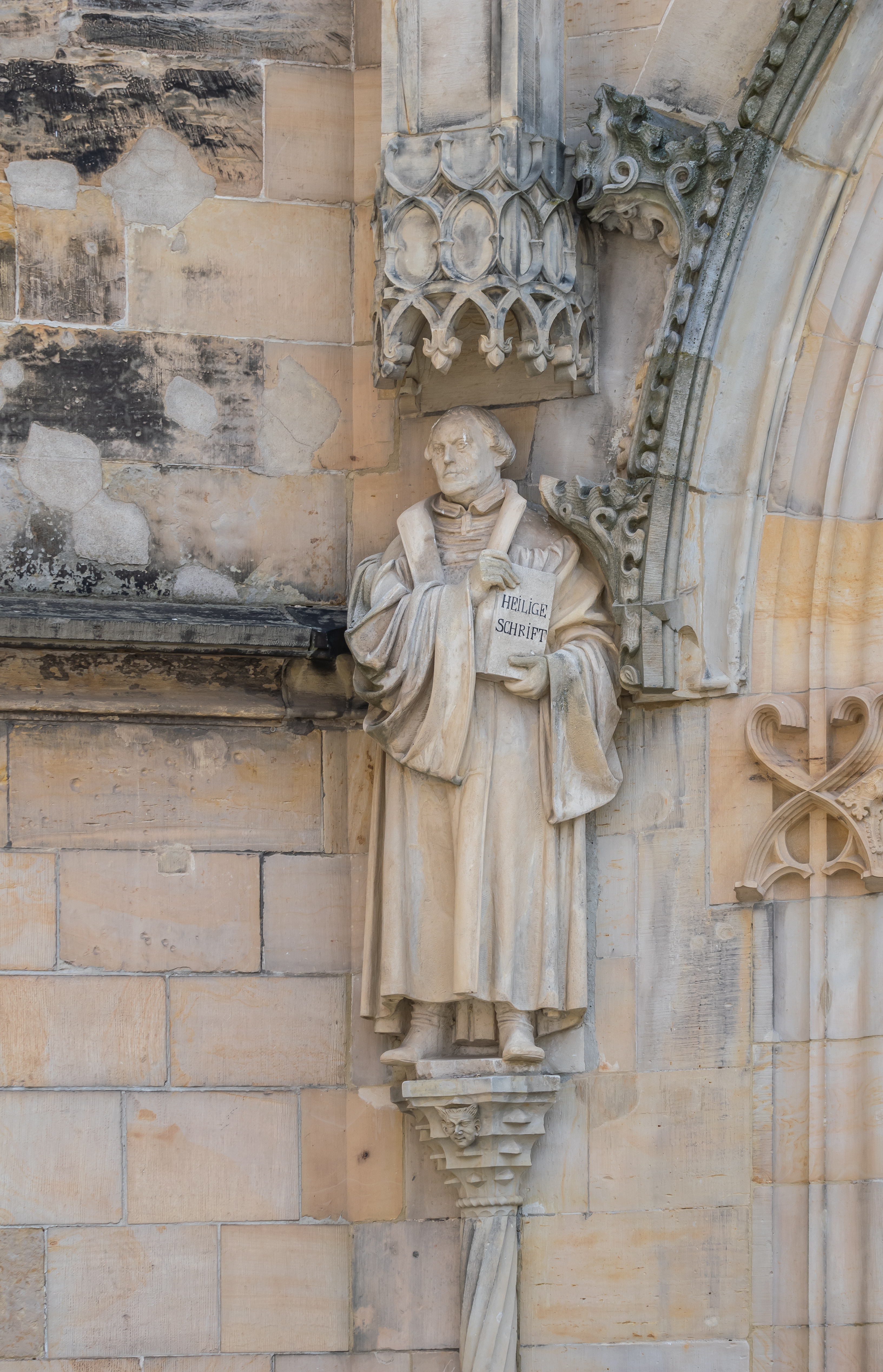
Statua di Lutero
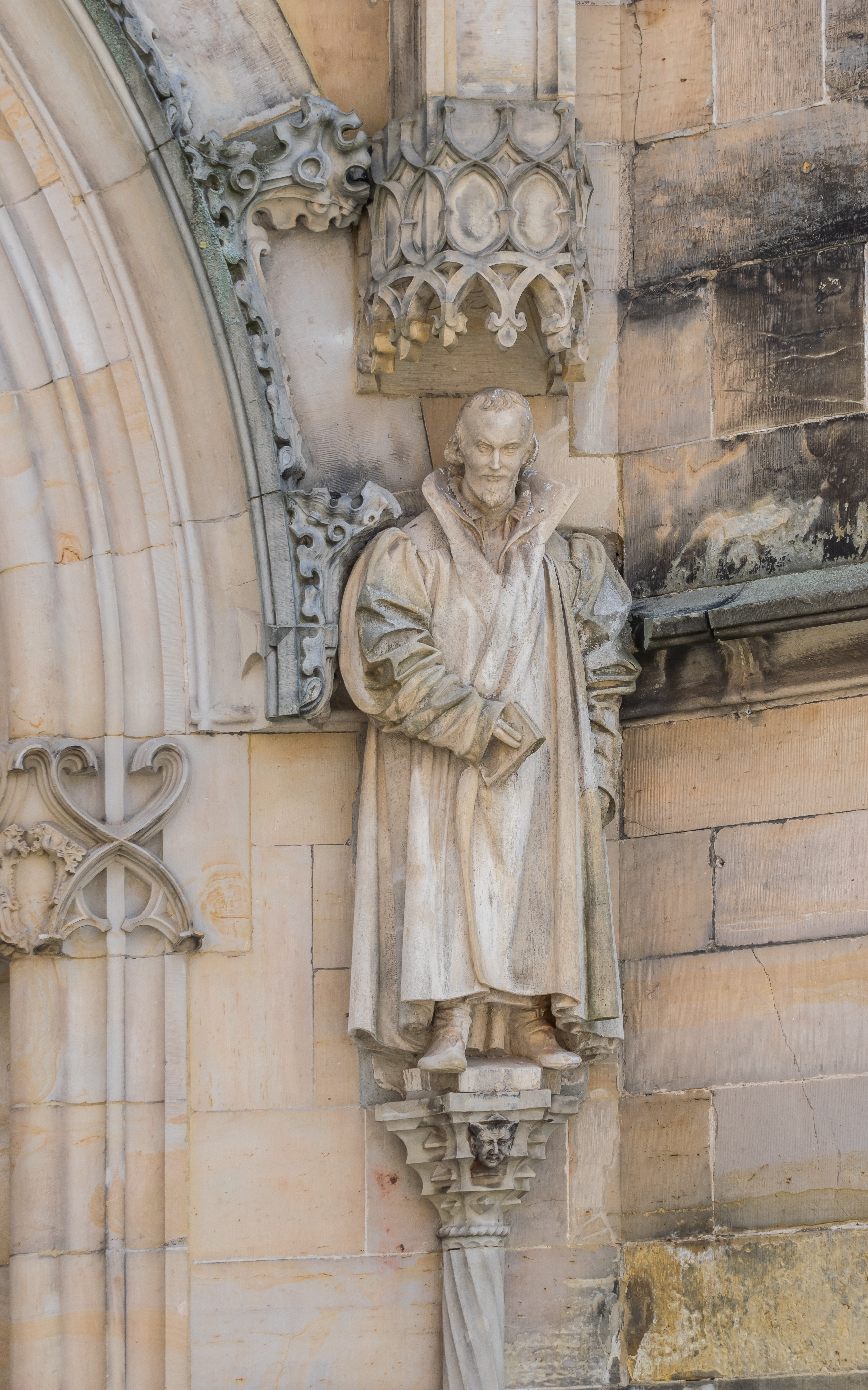
Statua di Melantone
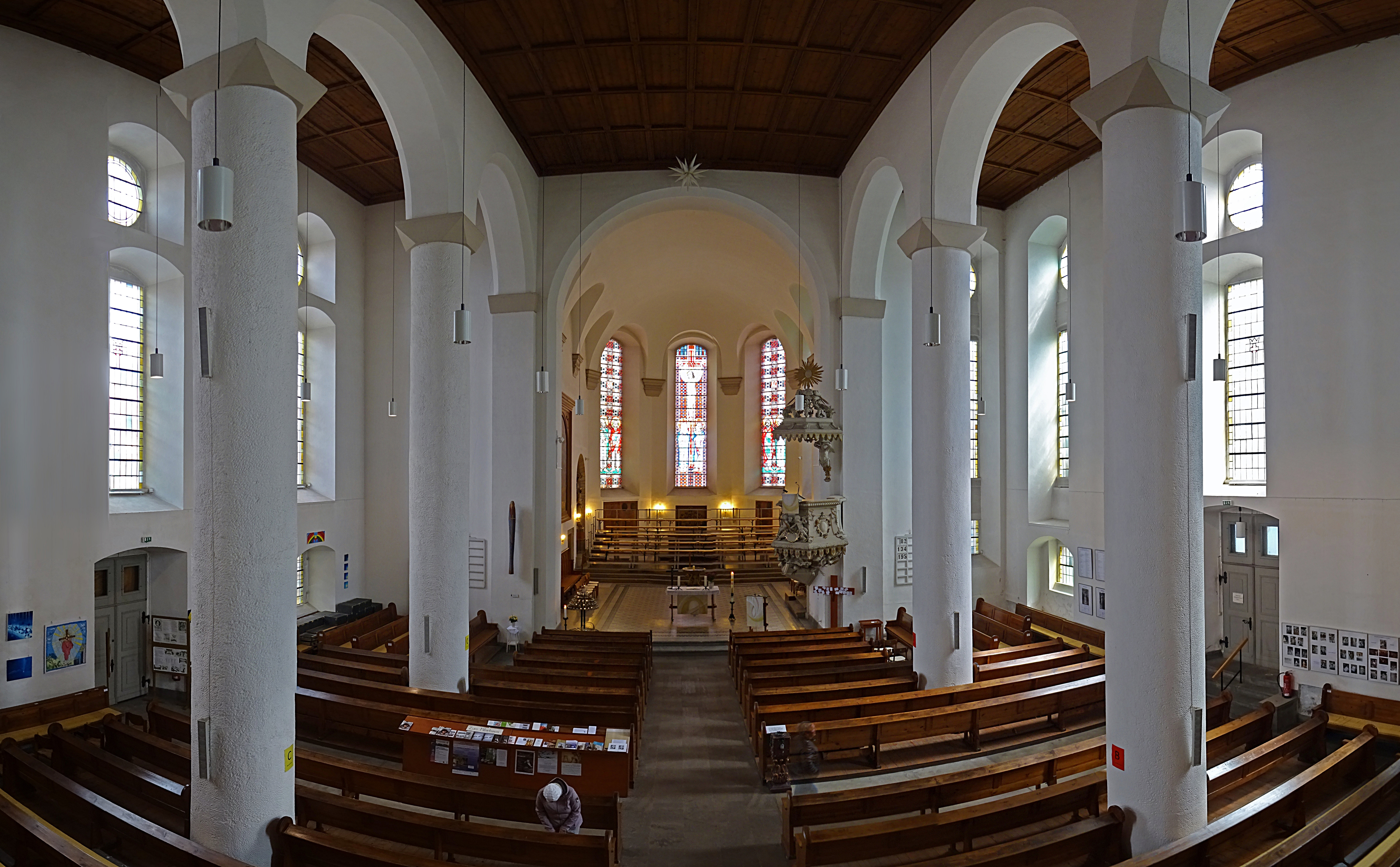
Vista dalla galleria verso il presbiterio
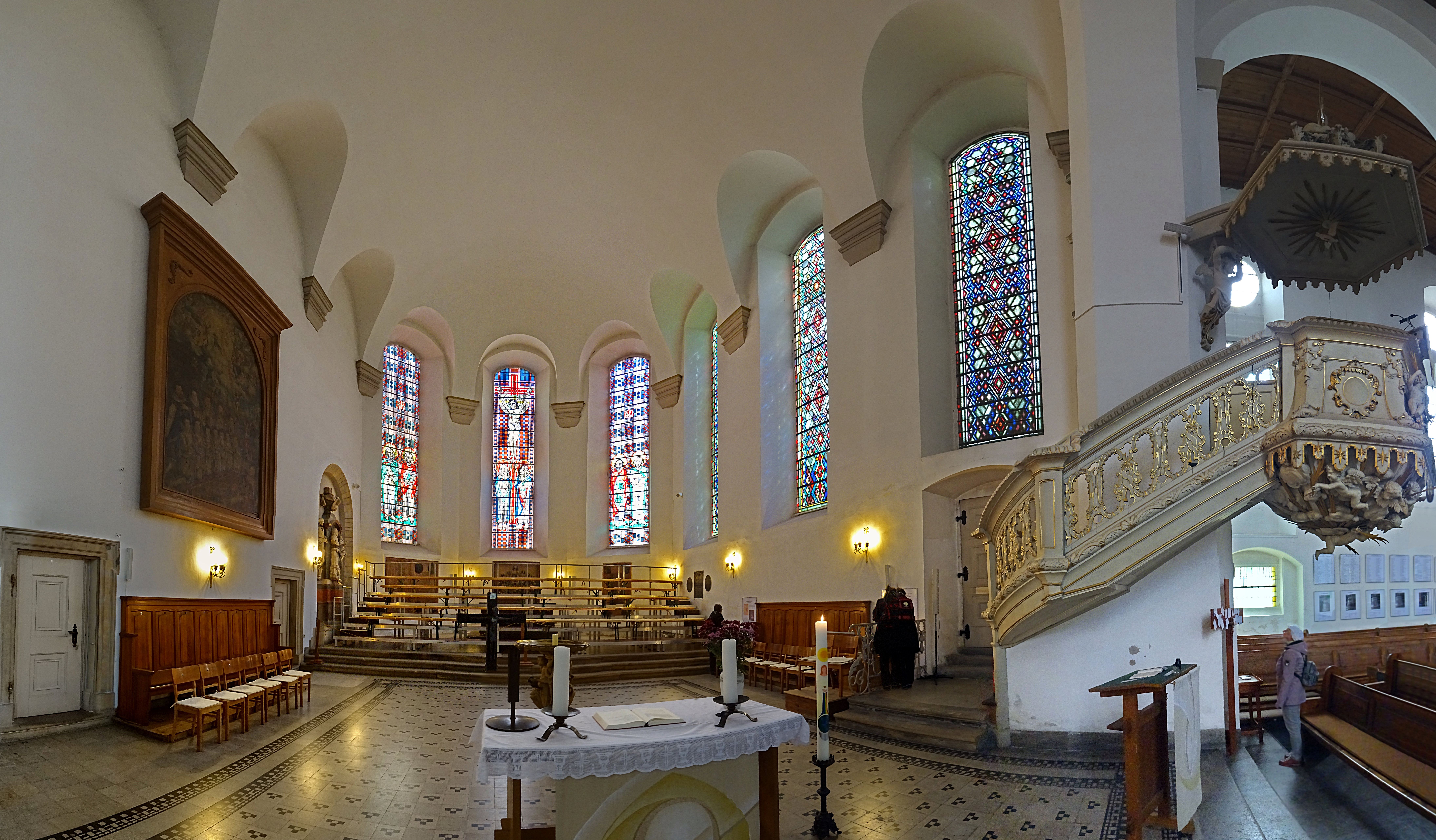
Il presbiterio
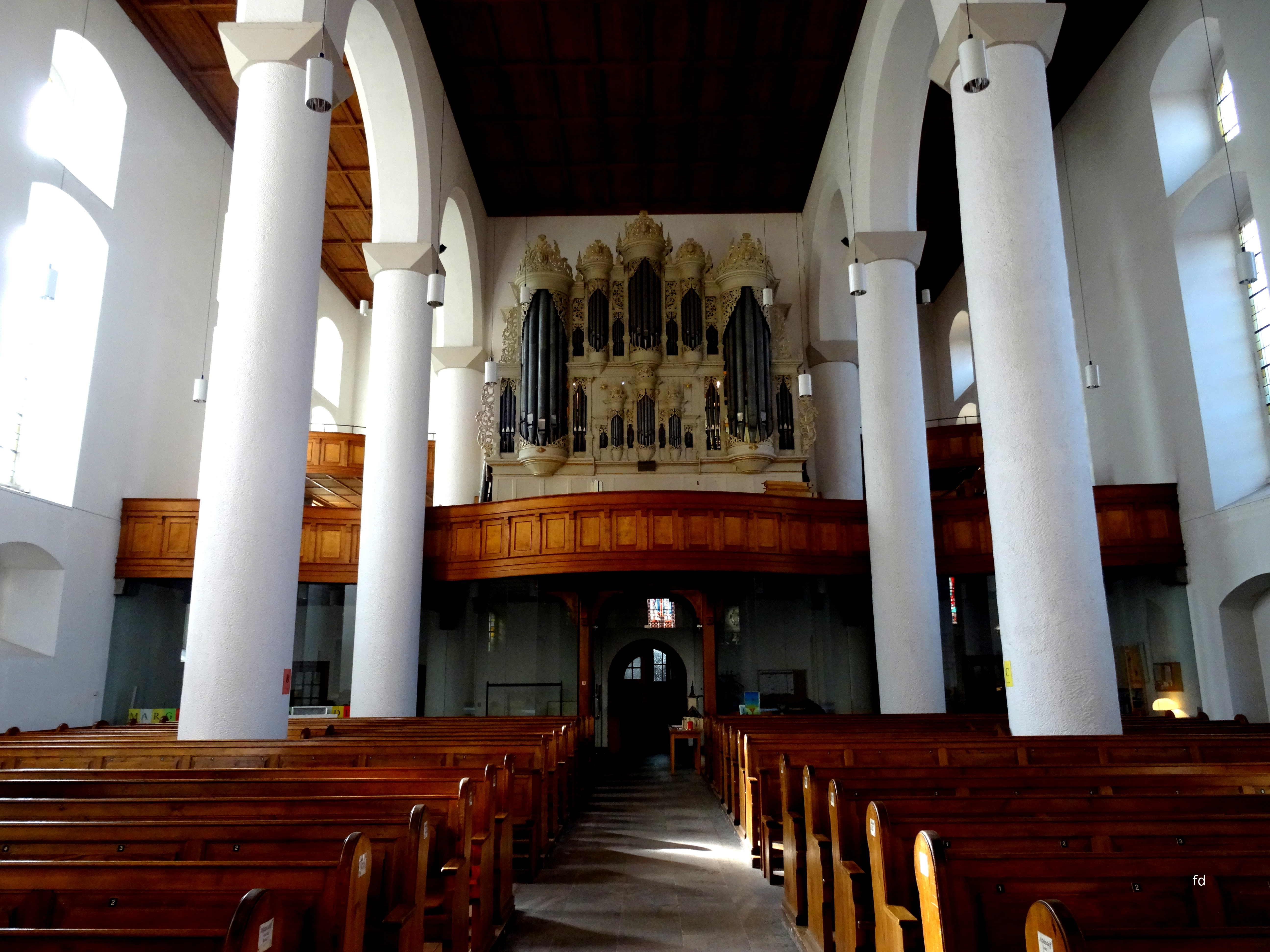
L'organo
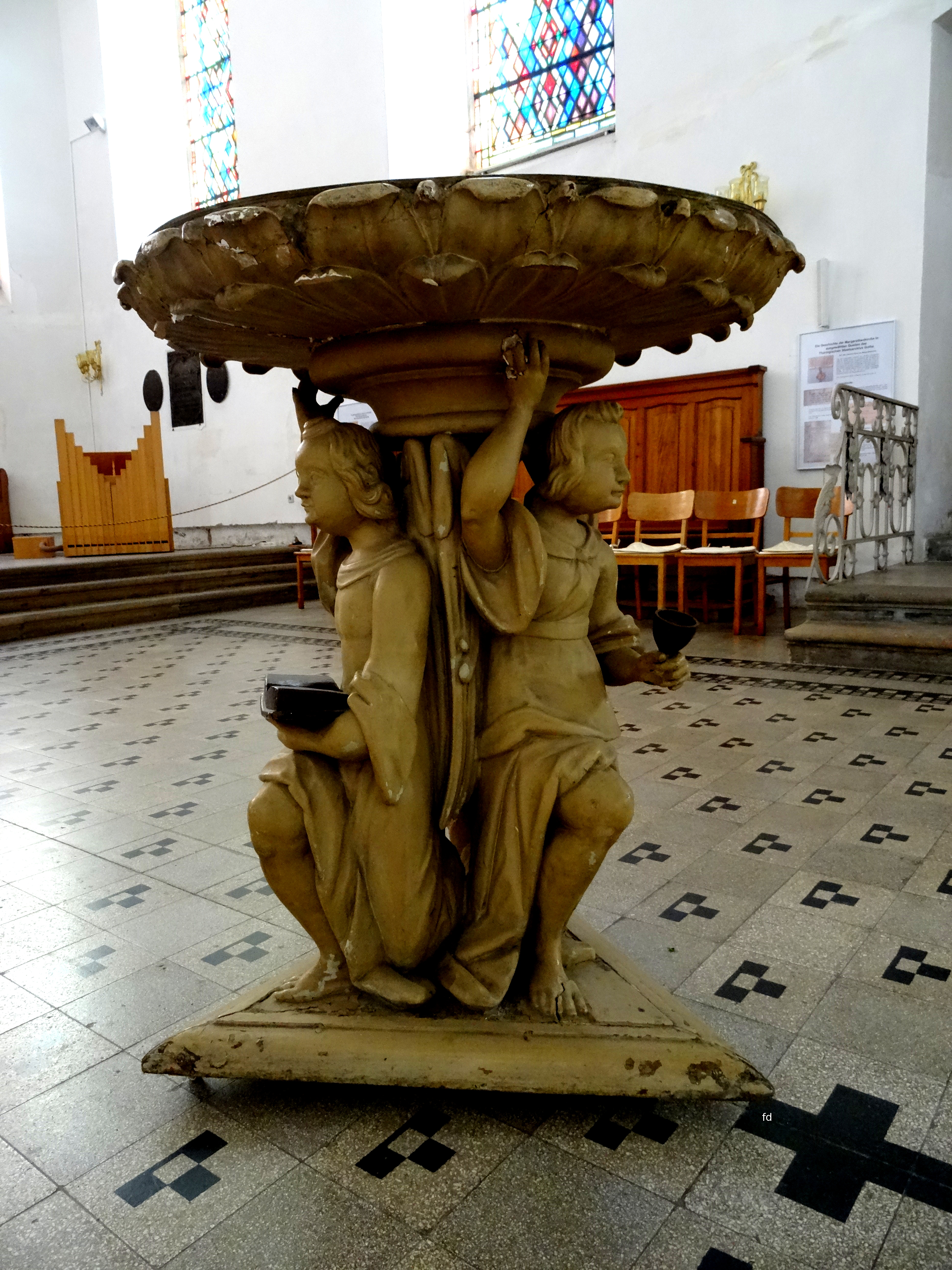
Il fonte battesimale
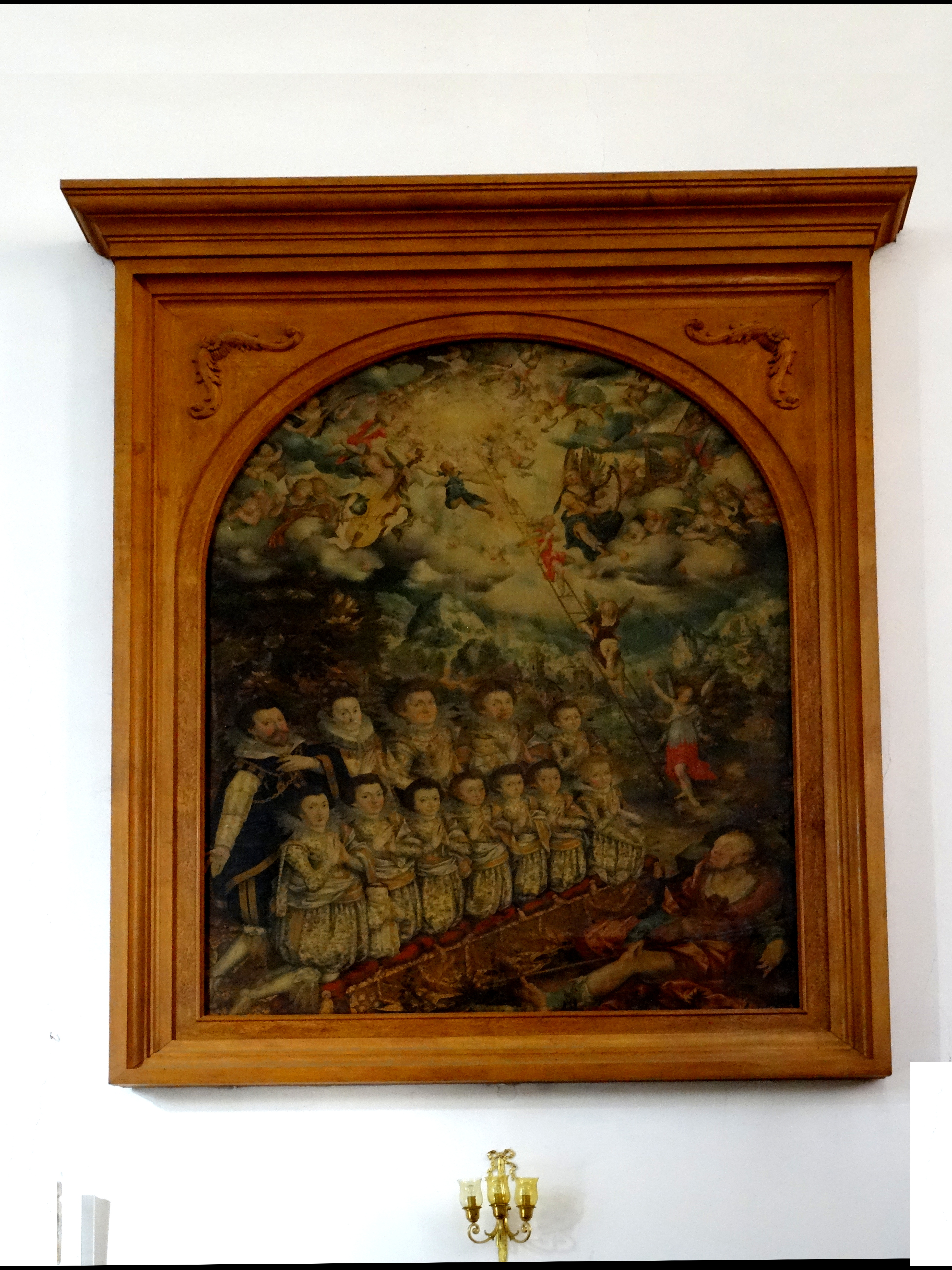
Dipinto nel coro
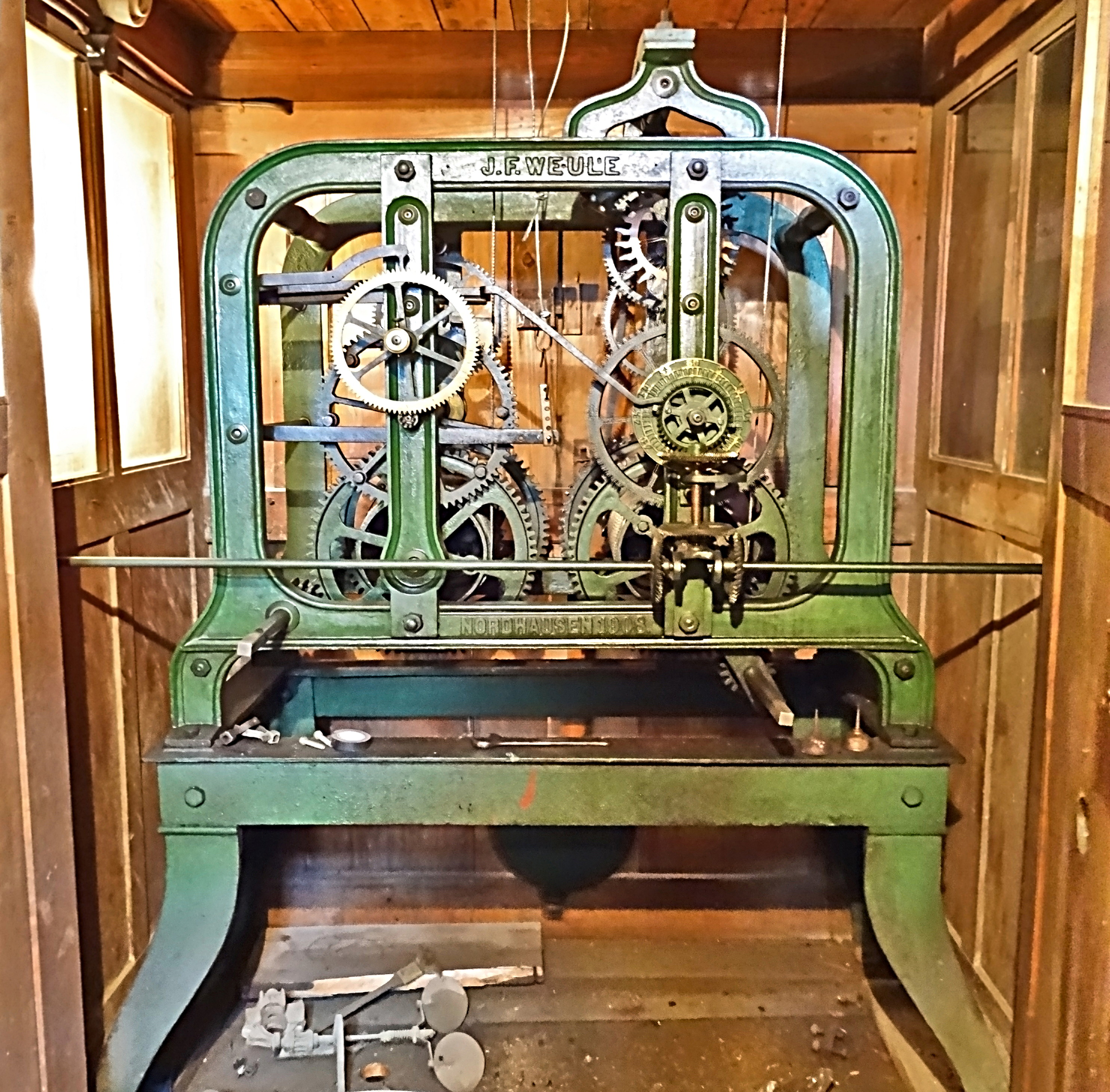
Orologio da chiesa